# 小行星8452
小行星8452（8452 Clay）是一颗绕太阳运转的小行星，为主小行星带小行星。该小行星于1978年11月27日发现。

## 轨道参数
小行星8452的轨道半长轴为2.4092793 UA，离心率为0.168。